# 佐久間町浦川
佐久間町浦川（さくまちょううらかわ）は静岡県浜松市天竜区の大字。

## 地理
浜松市天竜区の西部、佐久間地区の南西部に位置する。東で佐久間町川合・龍山町大嶺・龍山町瀬尻、西で愛知県新城市池場（字井戸入・字須栃）・川合（字常道）・七郷一色（字黒沢）、南で熊、北で愛知県北設楽郡東栄町大字東薗目（字熊井戸・字下モ山）・大字西薗目（字二ツ石）・大字三輪（字市原・字上栗・字海老嶋・字大尻平・字竹ノ田・字戸頭露・字畑畔・字平栗・字横引・字横見）と接する。

### 山岳
- 菖蒲根山
- 箒木山
- 白倉山
- 橿山

### 河川
- 大千瀬川
- 和山間沢山
- 相川
- 出馬川
- 奥山川
- 川内川
- 大入川

## 歴史

### 沿革
- 1889年（明治22年）4月1日 - 町村制の施行により、豊田郡浦川村が周辺の村と合併し、改めて豊田郡浦川村となる[WEB 6]。旧村名は浦川村の大字として残る[WEB 7]。
- 1896年（明治29年）4月1日 - 郡制の施行により、佐久間村の所属郡が磐田郡に変更となる。
- 1936年（昭和11年）11月3日 – 浦川村が町制施行して浦川町となる。
- 1956年（昭和31年）9月30日 – 浦川町が周辺の町村と新設合併して佐久間町となる。
- 2005年（平成17年）7月1日 – 佐久間町外10市町村が浜松市に編入される。
- 2007年（平成19年）4月1日 - 浜松市が政令指定都市となる。佐久間町浦川は天竜区の一部となる。

## 施設
- 浜松市立浦川幼稚園（休園中）
- 浜松市立浦川小学校
- 静岡県警察天竜警察署浦川交番
- 浜松市浦川ふれあいセンター
- 浜松市国民健康保険佐久間病院附属浦川診療所
- JR飯田線早瀬駅
- JR飯田線浦川駅
- JR飯田線上市場駅
- JR飯田線出馬駅
- 浦川郵便局
- コスモ石油浦川SS（伊東商会が運営）
- 佐久間ふれあい運動公園

## 交通

### 鉄道
- JR飯田線：（豊橋 方面 - ）早瀬 - 浦川 - 上市場 - 出馬（ - 飯田・辰野 方面）

### バス
- 浜松市佐久間ふれあいバス浦川方面線：早瀬福島宅前・農道早瀬線終点・河内橋・あゆ前・和山間西妻宅前・浦川診療所・地八区民館・浦川交番前・浦川漁協事務所前・浦川ふれあいセンター・上出馬区民館・出馬橋・川上安藤宅前・川上歓迎塔・瀬戸口・相川河内入口・相川口・吉沢観光トイレ・沢上温室前・出馬駅・黒瀬線終点停留所がある。
  - 水窪タクシーに委託
  - 歴史と民話の郷会館 - 相川系統と歴史と民話の郷会館 - 地八区民館・出馬駅系統がある。
  - 農道早瀬線終点・和山間西妻宅前・地八区民館・黒瀬線終点の各停留所を利用する場合は事前予約が必要
  - 平日運行（停車する停留所は曜日によって異なる）、祝日及び年末年始は運休

### 道路
- 国道473号
- 国道474号（三遠南信自動車道）
- 長野県道・愛知県道・静岡県道1号飯田富山佐久間線
- 静岡県道・愛知県道9号天竜東栄線
- 愛知県道429号・静岡県道293号古真立佐久間線
- 愛知県道442号・静岡県道390号鳳来佐久間線
- 愛知県道504号・静岡県道294号御園浦川停車場線

## その他

### 学区
小学校・中学校の学区は以下の通りである。
- 浜松市立浦川小学校（2025年4月1日に浜松市立佐久間小学校へ統合予定）
- 浜松市立佐久間中学校

### 警察
警察の管轄区域は以下の通りである。
| 番・番地等 | 警察署     | 交番・駐在所 |
| ---------- | ---------- | ------------ |
| 全域       | 天竜警察署 | 浦川交番     |

### 消防
消防の管轄区域は以下の通りである。
| 番・番地等 | 消防署     | 本署/出張所  |
| ---------- | ---------- | ------------ |
| 全域       | 天竜消防署 | 佐久間出張所 |

### 指定文化財
- 浦川のホソバシャクナゲ群落（県指定天然記念物）[WEB 11]

### WEB
1. ↑  “h02_22.csv”.   総務省 (2022年2月10日). 2024年12月5日閲覧。
2. ↑  “静岡県浜松市天竜区 (22137)｜国勢調査町丁・字等別境界データセット”.   人文学オープンデータ共同利用センター. 2024年12月5日閲覧。
3. ↑  “静岡県 浜松市天竜区 佐久間町浦川の郵便番号 - 日本郵便”.   日本郵便. 2024年12月5日閲覧。
4. ↑  “市外局番の一覧”.   総務省 (2022年3月1日). 2024年12月5日閲覧。
5. ↑  “事業所案内及び管轄地域（事務所3件、分室3件）”.   一般社団法人静岡県自動車会議所. 2024年12月5日閲覧。
6. ↑  “historyofcities.pdf”.   静岡県総務部合併推進室・財団法人静岡県市町村振興協会. 2024年12月5日閲覧。
7. ↑  “解説ページ”.   株式会社エア. 2024年12月5日閲覧。
8. ↑  “学校名から探す／浜松市”.   浜松市 (2024年1月1日). 2024年12月5日閲覧。
9. ↑  “浦川交番｜静岡県警察”.   静岡県警察 (2023年1月11日). 2024年12月5日閲覧。
10. ↑  “消防署の町別管轄「さ」／浜松市”.   浜松市 (2024年3月21日). 2024年12月5日閲覧。
11. ↑  “浦川のホソバシャクナゲ群落／浜松市”.   浜松市 (2023年11月15日). 2024年12月9日閲覧。